# URSS - Resto del mondo
URSS - Resto del mondo è il nome di due sfide di scacchi tra l'Unione Sovietica (URSS) e una rappresentanza di tutti gli altri paesi del mondo, il primo a Belgrado nel 1970, il secondo a Londra nel 1984.  Entrambi vennero chiamati "Match del secolo" ed ebbero anche una qualche valenza politica, in quanto le due squadre rappresentavano in pratica i due "blocchi" occidentale e orientale, che si confrontavano in quegli anni nella cosiddetta guerra fredda. Un terzo incontro si svolse a Mosca nel 2002, dopo il termine della guerra fredda, e vide contrapposte le rappresentanze della Federazione Russa e dei restanti paesi del mondo; noto come "Match del nuovo secolo" o "Match del XXI secolo".
L'URSS, seppure di stretta misura, vinse entrambi gli incontri: il primo con il minimo scarto (20 ½–19 ½), il secondo di due punti (21–19), mentre l'incontro del 2002 venne vinto dal Resto del mondo (52–48). 

## Primo match, Belgrado 29 marzo - 5 aprile 1970
Il primo incontro fu organizzato principalmente da Max Euwe, ex campione del mondo 1935-37 e presidente della FIDE. A partire dal dopoguerra i giocatori sovietici avevano nettamente dominato la scena scacchistica mondiale, vincendo tutte le Olimpiadi a cui presero parte e tutti i Campionati del mondo. C'era quindi il desiderio di verificare se lo squadrone sovietico era in grado di prevalere su una selezione dei più forti giocatori degli altri paesi. 
Le squadre erano composte da dieci giocatori ordinati secondo la forza di gioco, con ciascuno che disputava quattro partite contro il rispettivo avversario. Per valutare la forza dei vari giocatori della squadra del Resto del mondo venne preso in esame per la prima volta nella storia il sistema Elo, tuttavia ci furono dapprima forti proteste da parte di Bobby Fischer, titolare del rating Elo più alto e senz'altro il più forte del "Resto del mondo", per il fatto che Euwe, capitano della squadra, aveva deciso di schierare Bent Larsen in prima scacchiera, considerati i suoi recenti successi e di contro la recente inattività del campione statunitense. Fischer minacciò di ritirarsi, ma alla fine accettò di giocare in seconda scacchiera. L'ordine dei giocatori sovietici fu oggetto di polemiche in quanto ci fu chi ritenne che la federazione sovietica avesse schierato i giocatori con un ordine studiato per mettere ogni proprio giocatore contro un avversario contro cui aveva uno score in positivo. Ad esempio Michail Botvinnik venne schierato dopo Juchym Heller e Mark Tajmanov, questo per fare in modo che Botvinnik giocasse contro Milan Matulović (il quale per sua stessa ammissione disse più volte di avere un complesso di inferiorità nei confronti dell'ex campione del mondo) e al contempo Taimanov gioco contro Wolfgang Uhlmann, che era solito battere con molta facilità. Tuttavia i russi risposero che la classifica era stata stilata in funzione dell'ultimo campionato mondiale.
Nonostante i pronostici fossero tutti per la selezione sovietica (cinque campioni del mondo e numerosi candidati al titolo), la squadra del Resto del mondo giocò molto bene e il match si concluse con lo scarto minimo di un punto. Fischer espresse pesanti giudizi contro Lajos Portisch, che sorprendentemente si dovette accontentare di una patta in una partita contro Korčnoj che sembrava già vinta. Fischer imputò la sconfitta finale anche a Reshevsky, che nell'ultimo turno rifiutò di giocare per rispetto del Sabbath (era di religione ebraica) e fu sostituito da Friðrik Ólafsson, che perse nettamente. 
Ciascun giocatore del Resto del mondo ricevette 400 USD e a Fischer venne anche regalata un'automobile per aver realizzato il miglior risultato. La vittoria di Spasskij contro Larsen nel secondo turno è rimasta celebre e fu scelta come la migliore dell'Informatore Scacchistico del primo semestre 1970. 

### Risultati
| Sc.    | URSS        | Elo    | 1   | 2 | 3 | 4 | Totale | Resto del mondo | Elo    | 1   | 2 | 3 | 4 | Totale |
| ------ | ----------- | ------ | --- | - | - | - | ------ | --------------- | ------ | --- | - | - | - | ------ |
| 1      | Spasskij    | 2670   | ½   | 1 | 0 |   | 1½ /3  | Larsen          | 2650   | ½   | 0 | 1 | 1 | 2½ /4  |
| 1      | Štejn       | 2620   | -   | - | - | 0 | 0 /1   | Larsen          | 2650   | ½   | 0 | 1 | 1 | 2½ /4  |
| 2      | Petrosyan   | 2650   | 0   | 0 | ½ | ½ | 1 /4   | Fischer         | 2720   | 1   | 1 | ½ | ½ | 3 /4   |
| 3      | Korčnoj     | 2670   | ½   | ½ | 0 | ½ | 1½ /4  | Portisch        | 2630   | ½   | ½ | 1 | ½ | 2½ /4  |
| 4      | Paluhaeŭski | 2640   | 0   | ½ | ½ | ½ | 1½ /4  | Hort            | 2610   | 1   | ½ | ½ | ½ | 2½ /4  |
| 5      | Heller      | 2660   | 1   | ½ | ½ | ½ | 2½ /4  | Gligorić        | 2580   | 0   | ½ | ½ | ½ | 1½ /4  |
| 6      | Smyslov     | 2620   | ½   | 1 | 0 | 1 | 2½ /4  | Reshevsky       | 2590   | ½   | 0 | 1 | - | 1½ /3  |
| 6      | Smyslov     | 2620   | ½   | 1 | 0 | 1 | 2½ /4  | Ólafsson        | 2560   | -   | - | - | 0 | 0 /1   |
| 7      | Tajmanov    | 2600   | 1   | 1 | ½ | 0 | 2½ /4  | Uhlmann         | 2570   | 0   | 0 | ½ | 1 | 1½ /4  |
| 8      | Botvinnik   | 2640   | 1   | ½ | ½ | ½ | 2½ /4  | Matulović       | 2560   | 0   | ½ | ½ | ½ | 1½ /4  |
| 9      | Tal'        | 2590   | ½   | 0 | 1 | ½ | 2 /4   | Najdorf         | 2570   | ½   | 1 | 0 | ½ | 2 /4   |
| 10     | Keres       | 2600   | ½   | 1 | ½ | 1 | 3 /4   | Ivkov           | 2570   | ½   | 0 | ½ | 0 | 1 /4   |
| Totali | Totali      | Totali | 5 ½ | 6 | 4 | 5 | 20 ½   | Totali          | Totali | 4 ½ | 4 | 6 | 5 | 19 ½   |
Risultato finale: URSS 20 ½ – Resto del mondo 19 ½.

## Secondo match, Londra 24-29 giugno 1984
Il secondo match si svolse a Londra e, come il primo, fu chiamato "Match del Secolo". Previsto inizialmente ancora a Belgrado, venne spostato quando la federazione jugoslava si ritirò per difficoltà finanziarie. Fu principalmente il GM Raymond Keene a trovare gli sponsor per organizzare l'evento a Londra. La forza di gioco era in questo caso pressoché equivalente. Korčnoj, emigrato in Occidente, giocava ora per il Resto del mondo, mentre Spasskij, emigrato da pochi anni in Francia, non volle battersi contro i suoi ex connazionali. Petrosyan non poté giocare perché ammalato e fu sostituito, peraltro con ottimi risultati, da Jurij Razuvaev. 

### Risultati
| Sc.    | URSS        | Elo    | 1 | 2 | 3   | 4   | Totale | Resto del mondo | Elo    | 1 | 2 | 3   | 4   | Totale |
| ------ | ----------- | ------ | - | - | --- | --- | ------ | --------------- | ------ | - | - | --- | --- | ------ |
| 1      | Karpov      | 2700   | 1 | ½ | ½   | ½   | 2½ /4  | Andersson       | 2630   | 0 | ½ | ½   | ½   | 1½ /4  |
| 2      | Kasparov    | 2710   | ½ | ½ | ½   | 1   | 2½ /4  | Timman          | 2610   | ½ | ½ | ½   | 0   | 1½ /4  |
| 3      | Paluhaeŭski | 2615   | ½ | 0 | ½   | -   | 1 /3   | Korčnoj         | 2635   | ½ | 1 | ½   | ½   | 2½ /4  |
| 3      | Tukmakov    | 2550   | - | - | -   | ½   | ½ /1   | Korčnoj         | 2635   | ½ | 1 | ½   | ½   | 2½ /4  |
| 4      | Smyslov     | 2600   | 0 | - | -   | ½   | ½ /2   | Ljubojević      | 2635   | 1 | 0 | ½   | ½   | 2/4    |
| 4      | Tukmakov    | 2550   | - | 1 | ½   | -   | 1½ /2  | Ljubojević      | 2635   | 1 | 0 | ½   | ½   | 2/4    |
| 5      | Vaganian    | 2630   | ½ | ½ | ½   | 0   | 1½ /4  | Ribli           | 2610   | ½ | ½ | ½   | 1   | 2½ /4  |
| 6      | Beljavskij  | 2565   | 1 | 1 | ½   | 1   | 3½/4   | Seirawan        | 2525   | 0 | 0 | -   | -   | 0 /2   |
| 6      | Beljavskij  | 2565   | 1 | 1 | ½   | 1   | 3½/4   | Larsen          | 2565   | - | - | ½   | 0   | ½ /2   |
| 7      | Tal'        | 2620   | ½ | - | 1   | ½   | 2 /3   | Nunn            | 2600   | ½ | ½ | 0   | -   | 1 /3   |
| 7      | Romanišin   | 2580   |   | ½ | -   | -   | ½ /1   | Chandler        | 2515   | - | - | -   | ½   | ½ /1   |
| 8      | Razuvaev    | 2500   | ½ | ½ | ½   | ½   | 2 /4   | Hübner          | 2620   | ½ | ½ | ½   | ½   | 2 /4   |
| 9      | Jusupov     | 2570   | ½ | ½ | ½   |     | 1½ /3  | Miles           | 2615   | ½ | ½ | ½   | 1   | 2½ /4  |
| 9      | Romanišin   | 2580   | - | - | -   | 0   | 0/1    | Miles           | 2615   | ½ | ½ | ½   | 1   | 2½ /4  |
| 10     | Sokolov     | 2495   | 0 | 1 | -   | 0   | 1 /3   | Torre           | 2565   | 1 | 0 | -   | 1   | 2 /3   |
| 10     | Romanišin   | 2580   | - | - | ½   | -   | ½/1    | Chandler        | 2515   | - | - | ½   | -   | ½ /1   |
| Totali | Totali      | Totali | 5 | 6 | 5 ½ | 4 ½ | 21     | Totali          | Totali | 5 | 4 | 4 ½ | 5 ½ | 19     |
Risultato finale: URSS 21 – Resto del mondo 19.

## Terzo match, Mosca 8-11 settembre 2002
Il terzo match si tenne a Mosca tra l'8 e l'11 settembre 2002 e venne organizzato dalla Federazione scacchistica russa. Stavolta il match non fu organizzato come una sfida in cui ogni giocatore affrontava il suo diretto rivale, bensì un torneo organizzato con sistema Scheveningen: ovvero in cui ogni membro di una squadra affrontava almeno una volta ogni membro della squadra opposta.
Le squadre erano composte da dieci giocatori più due riserve. Le riserve potevano sostituire qualsiasi giocatore anche più di una volta. Le due riserve russe erano Sergej Rublëvskij e Vadim Zvjagincev mentre quelle del resto del mondo Vladimir Hakobyan e Zurab Azmaiparashvili. 
La frammentazione dell'Unione Sovietica aveva cambiato radicalmente l'equilibrio delle forze in campo e alcuni giocatori dell'ex blocco sovietico si ritrovarono a partecipare per conto del resto del mondo (Il'ja Smirin, Vasyl' Ivančuk, Boris Gelfand, Aleksej Širov e Ruslan Ponomarëv).
Il torneo fu compresso in sole quattro giornate, a causa di ciò il tempo di riflessione stabilito fu di venticinque minuti più dieci secondi per ogni mossa. Questo comportò partite molto rapide e la disputa di più round di gioco al giorno.
La vittoria andò alla selezione del Resto del mondo per 52-48.

### Risultati Round per Round
| Round  | Data    | Russia | RDM | Differenza |
| ------ | ------- | ------ | --- | ---------- |
| 1      | Sett 8  | 4      | 6   | +2         |
| 2      | Sett 8  | 4½     | 5½  | +3         |
| 3      | Sett 9  | 5½     | 4½  | +2         |
| 4      | Sett 9  | 5½     | 4½  | +1         |
| 5      | Sett 9  | 5      | 5   | +1         |
| 6      | Sett 10 | 5      | 5   | +1         |
| 7      | Sett 10 | 5      | 5   | +1         |
| 8      | Sett 10 | 4      | 6   | +3         |
| 9      | Sett 11 | 4½     | 5½  | +4         |
| 10     | Sett 11 | 5      | 5   | +4         |
| Totale |         | 48     | 52  | +4         |

### Tabella
- R = Vittoria Russa
- W = Vittoria del Resto del mondo
- d = Patta

| Resto del mondo | Russia | Russia | Russia | Russia | Russia | Russia | Russia | Russia | Russia | Russia | Russia | Russia | Russia |
| Resto del mondo | Baree  | Dreev  | Grišč  | Karpo  | Kaspa  | Chali  | Kramn  | Moroz  | Motyl  | Ruble  | Svidl  | Zvjag  | Totale |
| --------------- | ------ | ------ | ------ | ------ | ------ | ------ | ------ | ------ | ------ | ------ | ------ | ------ | ------ |
| Hakobyan        | -      | -      | -      | -      | W      | -      | R      | R      | -      | -      | -      | -      | 1/3    |
| Anand           | d      | -      | -      | d      | d      | d      | d      | d      | W      | -      | R      | W      | 5/9    |
| Azma'vili       | d      | -      | d      | -      | -      | d      | -      | -      | -      | -      | -      | -      | 1½/3   |
| Gelfand         | R      | W      | d      | d      | d      | W      | d      | d      | W      | -      | d      | -      | 6/10   |
| Ivančuk         | d      | d      | d      | d      | W      | -      | d      | d      | d      | W      | d      | -      | 6/10   |
| Lékó            | d      | d      | d      | R      | d      | d      | d      | W      | W      | -      | d      | -      | 5½/10  |
| Polgár          | -      | R      | R      | R      | W      | -      | d      | -      | -      | R      | -      | d      | 2/7    |
| P'marëv         | d      | -      | d      | -      | d      | W      | d      | d      | d      | d      | d      | W      | 6/10   |
| Rəcəbov         | W      | d      | R      | W      | d      | d      | -      | R      | -      | d      | R      | W      | 5/10   |
| Širov           | d      | d      | W      | d      | R      | d      | W      | W      | W      | -      | W      | -      | 7/10   |
| Short           | R      | d      | d      | R      | d      | d      | -      | R      | -      | d      | d      | -      | 3/9    |
| Smiryn          | R      | R      | d      | W      | -      | d      | W      | R      | -      | d      | d      | -      | 4/9    |
| Totale          | 6/10   | 4½/8   | 5½/10  | 5/9    | 4/10   | 3½/9   | 4/9    | 6/10   | 1/6    | 3/6    | 5/9    | ½/4    |        |

## Riassunto
| Data                     | Luogo    | Vincitore        | Punteggio |
| ------------------------ | -------- | ---------------- | --------- |
| 29 marzo - 5 aprile 1970 | Belgrado | Unione Sovietica | 20½ – 19½ |
| 24-29 giugno 1984        | Londra   | Unione Sovietica | 21 – 19   |
| 8-11 settembre 2002      | Mosca    | Resto del mondo  | 52 – 48   |